# Schlosswil
Schlosswil är en ort och tidigare kommun i kantonen Bern i Schweiz.
Sedan den 1 januari 2018 ligger orten i kommunen Grosshöchstetten.